# Доринов, Михаил Вячеславович
Михаил Вячеславович Доринов (род. 9 августа 1995 года) — российский пловец, мастер спорта России международного класса.

## Карьера
Воспитанник ДЮСШ «Нижегородец». С 2009 по 2023 год тренировался под руководством Никитина Павла Леонидовича. С 2024 года наставником спортсмена стала Романова Наталья Александровна..
В июле 2013 года победил на европейском юниорском чемпионате на дистанции 200 метров. А в августе того же года стал бронзовым призёром мирового юниорского чемпионата.
В мае 2016 принимал участие в чемпионате Европы по плаванию, где был седьмым на 200-метровке.
На чемпионате мира по плаванию на короткой воде 2016 года завоевал бронзу на дистанции 200 метров брассом, показав результат 2:03,09.